# La Forêt-Sainte-Croix
La Forêt-Sainte-Croix ist eine französische Gemeinde mit 153 Einwohnern (Stand: 1. Januar 2022) im Département Essonne in der Region Île-de-France; sie gehört zum Arrondissement Étampes und zum Kanton Étampes. Die Einwohner werden Sylvaniens genannt.

## Geographie
La Forêt-Sainte-Croix befindet sich etwa 52 Kilometer südsüdwestlich von Paris. Die Gemeinde liegt im Regionalen Naturpark Gâtinais français. Umgeben wird La Forêt-Sainte-Croix von den Nachbargemeinden Étampes im Nordwesten und Norden, Morigny-Champigny im Norden, Puiselet-le-Marais im Nordosten und Osten, Bois-Herpin im Osten und Süden, Marolles-en-Beauce im Südwesten und Westen sowie Boissy-la-Rivière im Westen.

## Bevölkerungsentwicklung
| Jahr                       | 1962 | 1968 | 1975 | 1982 | 1990 | 1999 | 2006 | 2019 |
| Einwohner                  | 81   | 57   | 106  | 113  | 109  | 111  | 141  | 161  |
| Quellen: Cassini und INSEE |      |      |      |      |      |      |      |      |

## Sehenswürdigkeiten

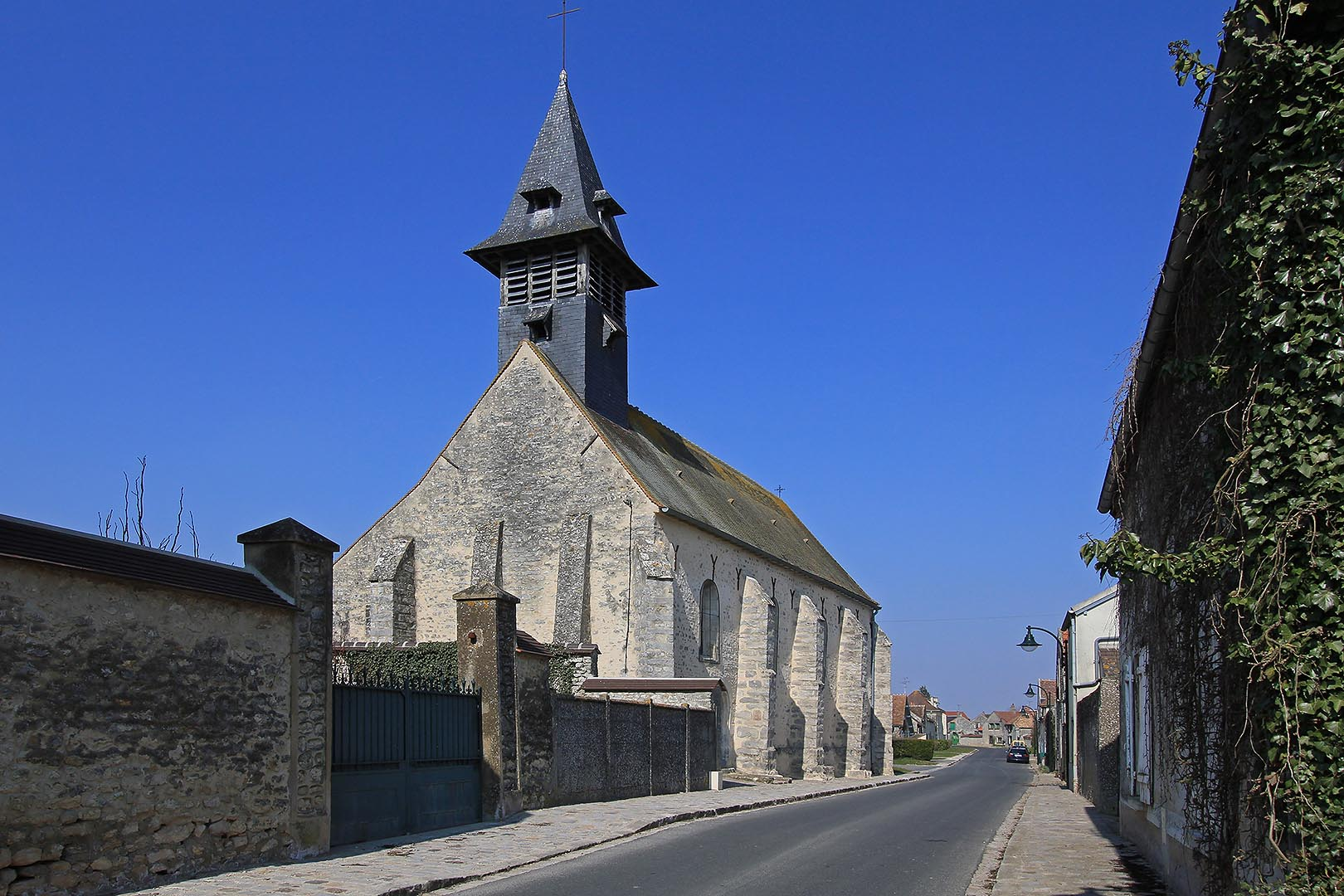
Kirche Saint-Saturnin

- Kirche Saint-Saturnin